# Vicent Martínez i Sancho
|  | Aquest article tracta sobre el físic teòric i expresident d'Acció Cultural del País Valencià. Si cerqueu el dissenyador i empresari, vegeu «Vicent Martínez Sancho». |

Vicent Martínez i Sancho  (Simat de la Valldigna, 1943) és un físic teòric i activista cultural valencià. Fou professor del Departament de Física Teòrica de la Universitat de València. Fou president d'Acció Cultural del País Valencià entre 1999 i 2005.